# 肥田景之

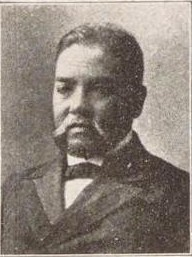
肥田景之

肥田 景之（ひだ かげゆき、1850年3月21日（嘉永3年2月8日）- 1932年（昭和7年）4月3日）は、幕末の薩摩藩士、明治から昭和初期の官吏・実業家・政治家。衆議院議員。

## 経歴
日向国諸県郡都城郷（宮崎県北諸県郡都城町を経て現都城市）で、薩摩藩士・肥田景正の二男として生まれた。1886年（明治19年）兄・景直が戊辰戦争で戦死していたため家督を相続した。
造士館で兵学を修め、都城明道館児輩指南、講武館兵式訓練教導を務めた。慶応3年10月（1867年）戦兵伍長となり戊辰戦争に従軍した。造士館助教授、都城神柱神社（神柱宮）祠官を務めた。西南戦争に従軍した。
1878年（明治11年）10月、鹿児島県警部に任官。その後、内務省出仕、農商務省官房勤務を務め、1883年（明治16年）に退官した。第五国立銀行（現三井住友銀行）に入行し取締役支配人を務め1896（明治29年）まで在任した。その他、横浜正金銀行監査役、東京湾汽船監査役、北海道瓦斯（現北海道ガス）監査役、大東鉱業社長などを務め、鉱山事業で富を築いた。また、日本体育会長も務めた。
1892年（明治25年）2月の第2回衆議院議員総選挙で宮崎県第2区から無所属で出馬して初当選。その後、第10回から第13回総選挙まで再選され、公友倶楽部、新政会などに所属して衆議院議員に通算5期在任した。

## 国政選挙歴
- 第1回衆議院議員総選挙（宮崎県第2区、1890年7月、無所属）次点落選[9]
- 第2回衆議院議員総選挙（宮崎県第2区、1892年2月、無所属）当選[9]
- 第3回衆議院議員総選挙（宮崎県第2区、1894年3月、自由党）次点落選[9]
- 第7回衆議院議員総選挙（宮崎県郡部、1902年8月、帝国党）落選[10]
- 第9回衆議院議員総選挙（宮崎県郡部、1904年3月、無所属）落選[10]
- 第10回衆議院議員総選挙（宮崎県郡部、1908年5月、無所属）当選[11]
- 第11回衆議院議員総選挙（宮崎県郡部、1912年5月、中央倶楽部）当選[11]
- 第12回衆議院議員総選挙（宮崎県郡部、1915年3月、無所属）当選[11]
- 第13回衆議院議員総選挙（宮崎県郡部、1917年4月、無所属）当選[12]